# 라스트 피리어드 ~끝없는 나선의 이야기~
라스트 피리어드 ~끝없는 나선의 이야기~(일본어: ラストピリオド~終わりなき螺旋の物語~, Last Period)는 해피 엘리먼츠가 개발한 온라인 부분 유료화 롤플레잉 게임이다. 2016년 5월 일본에서 안드로이드 및 iOS 기기용으로 출시되었다. J.C.STAFF가 맡은 일본의 애니메이션 텔레비전 시리즈 각색판이 2018년 4월 12일부터 6월 28일까지 방영되었다.

## 등장인물
- 하나에 나츠키 - 하루 역
- 타무라 유카리 - 초코 역
- 키쿠치 미카 - 리자 역
- 무라세 아유무 - 가제루 역
- 카쿠마 아이 - 에리카 역
- 이치미치 마오 - 캄파넬라 역
- 우에다 레이나 - 미우 역
- 킨죠 야마토 - 질드 역
- 우에다 레이나 - 노인 역
- 카야노 아이 - 이오나 역
- 하라다 사야카 - 미자루 역
- 키토 아카리 - 키카자루 역
- 마노 아유미 - 이와자루 역
- 이자와 시오리 - 구루 역
- 쿠노 미사키 - 다이아 역